# 1941 aux Territoires du Nord-Ouest
Chronologie des Territoires du Nord-Ouest
- 1937
- 1938
- 1939
- 1940
- 1941
- 1942
- 1943
- 1944
- 1945

Cette page concerne les événements survenus en 1941 dans le territoire canadien des Territoires du Nord-Ouest.

## Politique
- Premier ministre : Charles Camsell (Commissaire en gouvernement)
- Commissaire :
- Législature :

## Événements
- La population du territoire est de 12 028 habitants